# Jack Ryan: Đặc vụ bóng đêm
Jack Ryan: Đặc vụ bóng đêm (tựa gốc: Jack Ryan: Shadow Recruit) là một phim hành động gián điệp giật gân của Mỹ năm 2014 do Kenneth Branagh đạo diễn. Chris Pine, Kevin Costner, Branagh và Keira Knightley lần lượt đảm nhận các vai chính. Phim dựa trên nhân vật hư cấu Jack Ryan tạo ra bởi nhà văn Tom Clancy.